# Anna Kinberg Batra
Anna Maria Kinberg Batra (uttal: [ɕɪnbærj ˈbɑːtrˌa]), född Kinberg den 14 april 1970 i Skärholmen i Stockholm, är en svensk politiker (moderat) och ämbetsman. Hon var riksdagsledamot 2001–2002 samt 2006–2018 och partiledare för Moderata samlingspartiet 2015–2017. Hon var 1 mars 2023 – 3 oktober 2024 landshövding i Stockholms län.

## Uppväxt
Anna Kinberg Batra föddes i Skärholmen. När hon var fyra år flyttade familjen till Rotterdam i Nederländerna, där hennes far arbetade på Merrill Lynchs Amsterdam-kontor. Efter åren i Rotterdam talar Kinberg Batra flytande nederländska. Familjen flyttade tillbaka till Sverige 1980 och bosatte sig i Djursholm där Kinberg Batra tillbringade resten av uppväxten.

### Släkt
Kinberg Batra, som tillhör släkten Kinberg från Västergötland, är dotter till råvaruanalytikern Johan S. Kinberg och kemiingenjören Sarah Kinberg, född Lundgren. Hennes farfar var direktören Hilding Kinberg och farfars farfar professor Hjalmar Kinberg.

## Utbildning
Kinberg Batra läste naturvetenskaplig linje på Danderyds gymnasium. Hon studerade sedan franska och nederländska på Stockholms universitet 1990–1991. Därefter utbildade hon sig till civilekonom på Handelshögskolan i Stockholm mellan 1991 och 2000 parallellt med olika politiska uppdrag.

## Politisk karriär
Kinberg Batra gick med i Moderata ungdomsförbundet (MUF) 1983. Under striderna i ungdomsförbundet i början av 1990-talet tillhörde hon den liberala falangen inom förbundet som leddes av Ulf Kristersson.
Kinberg Batra arbetade 1993 som politiskt sakkunnig hos statsminister Carl Bildt i Regeringskansliet. Hon har även arbetat som ledarskribent på Svenska Dagbladet i två omgångar, 1994 och 1996. Åren 1995–1996 var hon kanslichef och politisk rådgivare för Moderaterna i Europaparlamentet. Hon hjälpte europaparlamentariker Margaretha af Ugglas att skriva det första moderata betänkandet (om samarbete och säkerhet i Östersjöregionen).
Åren 1998–2000 arbetade hon som projektledare, bland annat som medgrundare av talangnätverket Nova Talent. Åren 2000–2005 var hon kommunikationskonsult på Prime PR samtidigt som hon drev ett eget företag inom kommunikation och PR. Åren 2005–2006 var hon informationschef vid Stockholms Handelskammare.
Kinberg Batra har bland annat varit kårordförande (som representant för kårpartiet Borgerliga Studenter – Opposition '68) för Stockholms universitets studentkår 1994, styrelseledamot i Moderata ungdomsförbundets förbundsstyrelse 1995–1998, distriktsordförande för Moderata ungdomsförbundet i Stockholms län 1996–1998, styrelseledamot i Fryshuset 2004–2011 samt styrelseledamot för Moderaterna i Stockholms län 2007–2011. Hon var från 2010 ledamot i Moderaternas partistyrelse.

### Förtroendevald
Kinberg Batra valdes 1994 in i landstingsfullmäktige i Stockholms läns landsting, och var då även ledamot i landstingsstyrelsen. 
I det följande valet 1998 kandiderade hon till riksdagen i en personvalskampanj där MUF satsade 360 000 kronor. Under kampanjen fick hon medial uppmärksamhet för ett uttalande som hon gjorde i en TV-intervju om sin personvalskampanj, då hon sa att "stockholmare är smartare än lantisar". Hon bad 2014 om ursäkt för uttalandet, som hon beskrev som "det dummaste jag har sagt offentligt". Den gången fick hon ingen ordinarie plats i riksdagen, men hon tjänstgjorde som ersättare i riksdagen för Carl Bildt under perioden 1 maj – 30 juni 2000. Hon utsågs till ny ordinarie riksdagsledamot från och med 18 september 2001 sedan Carl Bildt avsagt sig uppdraget som ledamot.
Kinberg Batra fick åter uppmärksamhet när hon i sin personvalskampanj till riksdagsvalet 2002 utlovade nakenbilder, hemligheter (om henne) och kärlekstips om man mejlade till henne; vad "nakenbilderna" föreställde var dock svårt att säga. På hennes politiska hemsida fanns ytterligare sexuella anspelningar: "Vill du veta mer om mina sex fantasier? Jag tror du skulle gilla dem", med en länk till en artikel med sex punkter om företagande och om öppettider på krogen.
"Så här i valrörelsens slutspurt måste man ta till lite grövre kommunikativa metoder för att nå igenom. Tyvärr verkar kombinationen sex och politik vara det enda som funkar" sade Kinberg Batra. Inte heller den gången blev hon invald i riksdagen, utan hon återvände till kommunpolitiken i Stockholms stad där hon blev ledamot i socialtjänstnämnden för mandatperioden 2003–2006, samt var vice ordförande i tillståndsutskottet.
Efter valet 2006 blev hon både ledamot i kommunfullmäktige i Nacka kommun (till 2007) och ordinarie riksdagsledamot; en plats hon skulle behålla i valen 2010 och 2014. I riksdagen var hon bland annat ordförande i EU-nämnden 2007–2010 och ordförande i finansutskottet 2010–2014. Från 2010 fram till valet som partiordförande i januari 2015 var Kinberg Batra även gruppledare för Moderaterna i riksdagen. Efter valet 2014 utsågs hon till partiets ekonomisk-politiska talesperson.

### Partiledare
Efter valförlusten i valet 2014 meddelade Fredrik Reinfeldt omedelbart sin avgång från posten som partiledare för Moderaterna. I samband med detta övertog Kinberg Batra, som då var partiets gruppledare i riksdagen samt ekonomisk-politisk talesperson, i praktiken rollen som partiledare även om hon ännu inte var formellt vald till posten. Hon företrädde partiet under förhandlingarna med regeringen Löfven I under regeringskrisen hösten 2014, som fick sin upplösning genom den så kallade Decemberöverenskommelsen i december samma år. Den 10 januari 2015 valdes Kinberg Batra enhälligt till partiledare för Moderaterna vid partiets extrastämma i Solna. Hon blev därmed Moderaternas första kvinnliga partiledare.
Kinberg Batra höll till och med 2016 fast vid Moderaternas linje att inte samarbeta alls med Sverigedemokraterna (SD). I januari 2017 gjorde hon ett utspel där hon meddelade att hon ville fälla den rödgröna regeringen och inte längre uteslöt möjligheten att bilda majoriteter med SD i enskilda frågor där det fanns förutsättningar att komma överens, men att hon inte ville inleda regeringsförhandlingar, regeringssamarbete eller budgetförhandlingar med SD. Hon sade 2018 att detta besked blev början till slutet för hennes tid som partiledare då det felaktigt tolkades som att hon ville inleda ett politiskt samarbete med SD. Moderaternas opinionssiffror sjönk sedan tydligt under våren 2017.
Efter omfattande intern kritik mot hennes ledarskap meddelade Kinberg Batra den 25 augusti 2017 att hon skulle komma att avgå som Moderaternas partiledare. Bland annat hade elva av Moderaternas tjugosex länsförbund krävt hennes avgång. Den 1 oktober 2017 valdes Ulf Kristersson till hennes efterträdare vid Moderaternas extrastämma. Året efter släppte hon boken Inifrån som handlar om hennes 997 dagar som partiledare och hur hon tvingades sluta.

### Landshövding
Anna Kinberg Batra utsågs av regeringen Kristersson den 2 februari 2023 till landshövding och chef för Länsstyrelsen i Stockholms län med tillträde den 1 mars 2023. I mars 2024 uppstod en kontrovers kring hennes rekrytering av två högre tjänstemän som hon var nära bekant med sedan tidigare. Den ena tjänsten hade inte annonserats alls, och den andra endast med en lapp i receptionen på länsstyrelsen. Även en tredje rekrytering uppmärksammades; i det fallet hade en person anställts trots att han inte uppfyllde de formella krav som ställts upp för tjänsten. Kinberg Batra menade att även en mer formell rekryteringsprocess hade funnit dem som tillsattes som de mest lämpade för posterna, men beklagade att hon inte hade följt riktlinjerna och den kontrovers det lett till.
I september 2024 riktade Justitieombudsmannen (JO) allvarlig kritik mot Kinberg Batra för rekryteringarna. JO menade att hon inte följt grundlagens krav på saklighet vid de tre rekryteringarna och att hon varit jävig i ett av fallen. Dagen efter, den 27 september 2024, meddelade regeringen att Kinberg Batra måste lämna sin post som landshövding. I ett pressmeddelande sade civilminister Erik Slottner att "de skador som finns är irreversibla och riskerar att förlänga förtroendekrisen under lång tid, såväl för länsstyrelsen som för landshövdingen".

## Politiska ståndpunkter och ställningstaganden

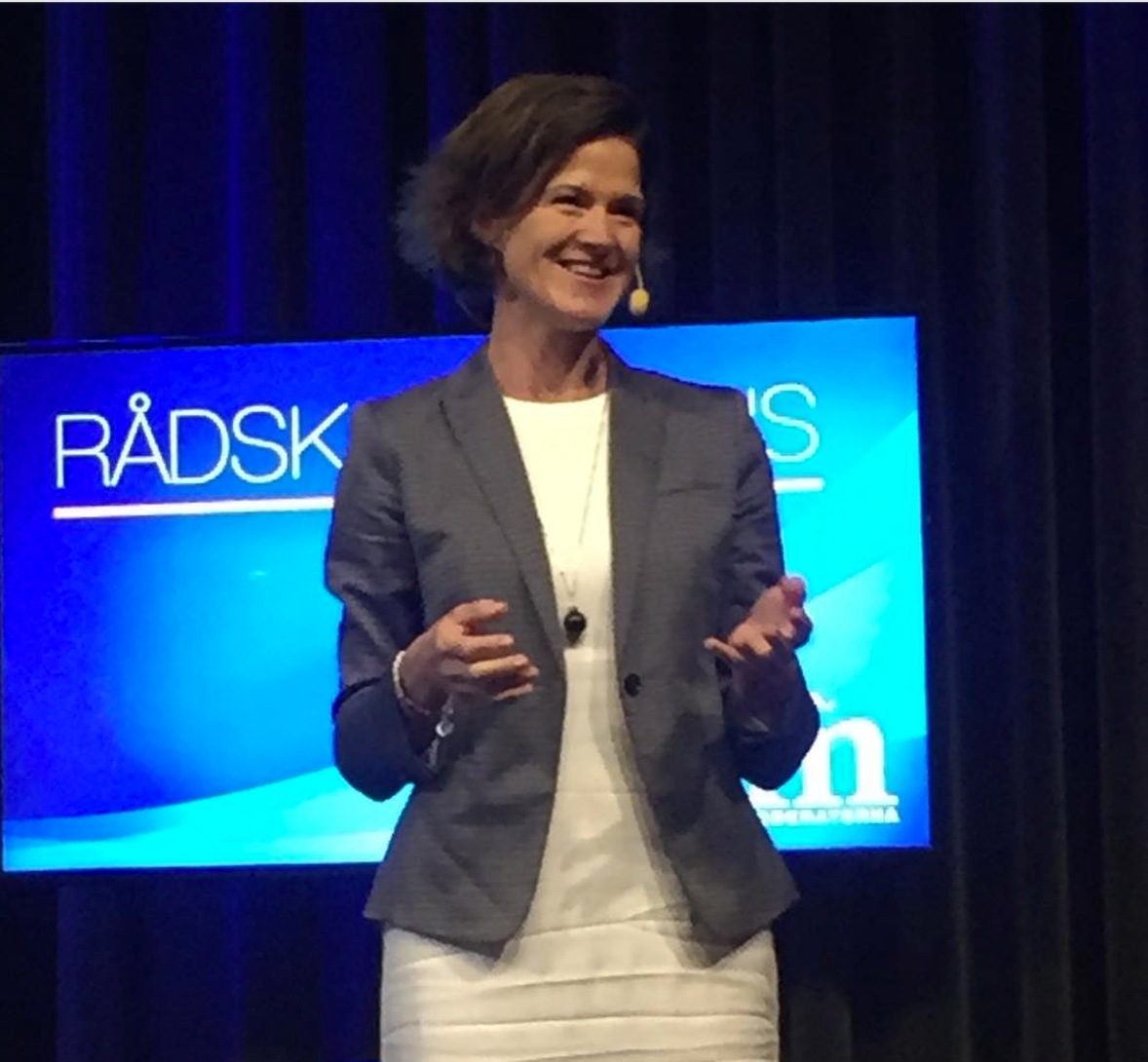
Anna Kinberg Batra i Stockholm juni 2017

Som ung moderat i MUF var Kinberg Batra tidstypiskt libertariansk, vilket bland annat medförde strävan efter minimal statlig inblandning. I sin första riksdagsmotion argumenterade hon för marknadshyror. 2002 var hon en av fem riksdagsledamöter som gick emot partilinjen och röstade ja till att samkönade par skulle få möjlighet att adoptera. Kinberg Batra har, till skillnad mot Moderaterna som parti och många av sina partivänner, beskrivit sig själv som feminist.
Under sin första mandatperiod i riksdagen 2001 motionerade Kinberg Batra om fri invandring, och 2011 sade hon "jag tycker det egentligen är onödigt att ha reglerad invandring, som person, kanske [...] men har vi nu valt att ha en nationalstat med gränser så måste vi ju också såklart ha en reglerad invandring [...] och då vill jag att den ska vara så öppen och bra som möjligt". I november 2016 skrev hon en debattartikel och gjorde en radiointervju där hon meddelade att hon hade ändrat uppfattning i frågan. 
I en intervju med tidskriften Fokus 2009 nämnde Kinberg Batra som sina politiska förebilder Margaret Thatcher, Ronald Reagan, Mahatma Gandhi och Winston Churchill.

## Familj
Kinberg Batra är sedan 29 juni 2002 gift med komikern David Batra. De har en dotter.